# Мирмекофобија
Мирмекофобија је необјашњив страх од мрава. Уобичајено је за оне који пате од мирмекофобије да имају и шири страх од инсеката уопште. Овај страх се може манифестовати на неколико начина, као што је страх да мрави загађују храну коју та особа једе или страх од кућне инвазије великог броја мрави.
Израз мирмекофобија потиче од грчких речи μύρμηξ, myrmex, што значи "мрав" и φόβος, phóbos, "страх".